# Pink Sparkle
Pink Sparkle è un EP della cantante australiana Kylie Minogue, pubblicato nel 2010.

## Tracce
1. Can't Beat the Feeling – 4:10
2. Go Hard or Go Home – 3:43
3. Boombox/Can't Get You out of My Head (Live in New York) – 5:03
4. Speakerphone (Live in New York) – 4:46
5. I Believe in You (Live in New York) – 3:03